# SG Barockstadt Fulda-Lehnerz
Die SG Barockstadt Fulda-Lehnerz (offiziell: Sportgemeinschaft Barockstadt Fulda-Lehnerz e. V.), kurz SG Barockstadt, oder SGB, ist ein Sportverein aus Fulda-Lehnerz. Die erste Fußballmannschaft stieg im Jahre 2022 in die viertklassige Regionalliga Südwest auf. Zum 1. Juli 2018 wurde der TSV Lehnerz im Zuge der Aufnahme der ersten Fußball-Herrenmannschaft von Borussia Fulda in SG Barockstadt Fulda-Lehnerz umbenannt und erhielt ein neues Logo sowie neue Vereinsfarben.

## Geschichte

### TSV Lehnerz

Vereinswappen des TSV Lehnerz

Der Verein wurde am 2. Dezember 1965 gegründet. Im Jahre 1997 gelang der Aufstieg in die Landesliga Hessen-Nord. Zehn Jahre später wurde der TSV Vizemeister hinter dem FSC Lohfelden, scheiterte aber in der folgenden Relegation zur Oberliga Hessen an Rot-Weiss Frankfurt. Im Jahre 2010 erreichte die Mannschaft erneut die Hessenliga-Relegation, scheiterte aber am 1. FCA Darmstadt und dem OSC Vellmar. 2011 gewann der TSV den Regionalpokal von Fulda und qualifizierte sich dadurch für den Hessenpokal. Dort schied die Mannschaft im Viertelfinale nach einer 0:1-Niederlage gegen Kickers Offenbach aus.
Auch die dritte Relegationsteilnahme zwei Jahre später verlief für Lehnerz ohne Erfolg, nachdem die Lehnerzer am letzten Spieltag mit 1:4 gegen Kickers Obertshausen verloren. Zur Saison 2012/13 übernahm der viermalige DDR-Nationalspieler Henry Lesser das Traineramt beim TSV Lehnerz und führte die Mannschaft bereits vorzeitig zur Meisterschaft und dem damit verbundenen Aufstieg in die Hessenliga. In dieser Saison stiegen weiterhin sowohl die zweite Mannschaft in die Verbandsliga Nord als auch die dritte Mannschaft in die Kreisliga A Fulda auf. Im Jahre 2015 wurde der TSV Vizemeister hinter dem TSV Steinbach und qualifizierte sich für die Aufstiegsrunde zur Regionalliga Südwest. Dort traf Lehnerz auf den Bahlinger SC und den SC Hauenstein, wurde jedoch nur Zweiter und verpasste damit den Aufstieg. Die Saison 2015/16 schloss die Mannschaft als Dritter ab.
Nachdem man in der Saison 2016/17 den siebten Tabellenplatz erreicht hatte, verpasste die Mannschaft in der Saison 2017/18 die Relegationsspiele um den Aufstieg in die Regionalliga Südwest als Drittplatzierter gegenüber dem Vizemeister FC Bayern Alzenau nur aufgrund der schlechteren Tordifferenz. Zum Knackpunkt wurde die 1:2-Heimniederlage am vorletzten Spieltag gegen den Lokalrivalen und künftigen Fusionspartner Borussia Fulda.

### SG Barockstadt Fulda-Lehnerz

Vereinswappen von Borussia Fulda

Zum 1. Juli 2018 nahm der TSV Lehnerz die Erste Mannschaft von Borussia Fulda auf. Borussia Fulda gab dafür seine Spielberechtigung für die Hessenliga auf, blieb aber als Verein bestehen und stellt weiter eine Herrenmannschaft sowie Jugendmannschaften. Der TSV Lehnerz wurde im Zuge dessen in SG Barockstadt Fulda-Lehnerz umbenannt und erhielt ein neues Logo sowie neue Vereinsfarben. Mit dem Namenszusatz Barockstadt soll die Verbundenheit zur Stadt Fulda hervorgehoben werden. Die erste Herrenmannschaft trägt ihre Heimspiele hauptsächlich im Sportpark Johannisau aus; einige Spiele werden zudem auf dem Sportplatz an der Richard-Müller-Straße ausgetragen.
Zur Saison 2018/19 übernahm Alfred Kaminski die Mannschaft. Am 4. Oktober wurde er entlassen. Sein Nachfolger wurde Sedat Gören. Am 28. Mai 2022 konnte der Verein durch einen 3:2-Sieg gegen den FC Eddersheim die Meisterschaft gewinnen und stieg in die Regionalliga Südwest auf. Die Fuldaer profitierten von der gleichzeitigen 1:2-Niederlage des Hauptkonkurrenten TSV Eintracht Stadtallendorf beim SC Hessen Dreieich.

## Kader der Saison 2024/25
(Stand: 12. April 2025)
| Nr.        | Nat.        | Spieler           | Geboren       | Im Verein seit |
| ---------- | ----------- | ----------------- | ------------- | -------------- |
| Tor        |             |                   |               |                |
| 01         | Deutschland | Jannik Horz       | 14. Apr. 2003 | 2023           |
| 25         | Spanien     | Samuel Zapico     | 31. Aug. 1996 | 2022           |
| 31         | Deutschland | Timo Ulpins       | 16. Aug. 2005 | 2024           |
| Abwehr     |             |                   |               |                |
| 02         | Deutschland | Arlind Iljazi     | 14. Aug. 2005 | 2024           |
| 03         | Brasilien   | Eric Ganime       | 18. März 1997 | 2022           |
| 04         | Deutschland | Milian Habermehl  | 6. März 2003  | 2023           |
| 06         | Niederlande | Clint Essers      | 27. Jan. 1997 | 2024           |
| 15         | Deutschland | Marius Grösch     | 7. März 1994  | 2021           |
| 20         | Deutschland | Kevin Hillmann    | 28. Apr. 1993 | 2018           |
| 21         | Deutschland | Aaron Frey        | 8. Okt. 1997  | 2022           |
| 22         | Deutschland | Sebastian Schmitt | 7. Juli 1996  | 2023           |
| 32         | Deutschland | Keanu Kraft       | 11. Sep. 2003 | 2024           |
| Mittelfeld |             |                   |               |                |
| 08         | Deutschland | Leon Pomnitz      | 27. Mai 1995  | 2018           |
| 10         | Deutschland | Tim Korzuschek    | 26. Aug. 1998 | 2024           |
| 11         | Deutschland | Tobias Göbel      | 28. Mai 1998  | 2020           |
| 13         | Deutschland | Patrick Schaaf    | 8. Juli 1989  | 2012           |
| 14         | Deutschland | Marius Köhl       | 31. Mai 2001  | 2023           |
| 16         | Deutschland | Marius Löbig      | 5. Mai 1993   | 2020           |
| 19         | Brasilien   | Matheus Beal      | 10. Juni 1999 | 2023           |
| 23         | Spanien     | Miguel Caro       | 16. Nov. 2005 | 2024           |
| 24         | Niederlande | Brian Campman     | 12. Dez. 1999 | 2024           |
| 27         | Deutschland | Taha Aksu         | 3. Apr. 2002  | 2024           |
| 47         | Deutschland | Jean Luca Trabert | 23. Mai 2005  | 2023           |
| Sturm      |             |                   |               |                |
| 07         | Deutschland | Nils Fischer      | 7. Aug. 1995  | 2024           |
| 09         | Deutschland | Moritz Reinhard   | 1. Aug. 1995  | 2021           |
| 17         | Deutschland | Max Lindemann     | 12. Dez. 2005 | 2024           |
| 18         | Deutschland | Moritz Dittmann   | 2. Okt. 2002  | 2023           |
| 28         | Spanien     | David Costa       | 28. März 1997 | 2024           |
| 29         | Deutschland | Kelvin Onuigwe    | 9. Dez. 2003  | 2024           |
| 33         | Deutschland | Niklas Antlitz    | 31. Aug. 1999 | 2025           |

## Persönlichkeiten
- Christopher Bieber
- Jamal Musiala